# Christiansfeld
Christiansfeld is een plaats en voormalige gemeente in Denemarken. De plaats maakt deel uit van de gemeente Kolding. Het dorp, gesticht in de 18e eeuw als een kolonie van de Moravische Kerk, werd in 2015 erkend als UNESCO werelderfgoed.
De plaats Christiansfeld telt 2845 inwoners (2007) en ligt ongeveer 20 kilometer ten zuiden van Kolding. 

## Geschiedenis

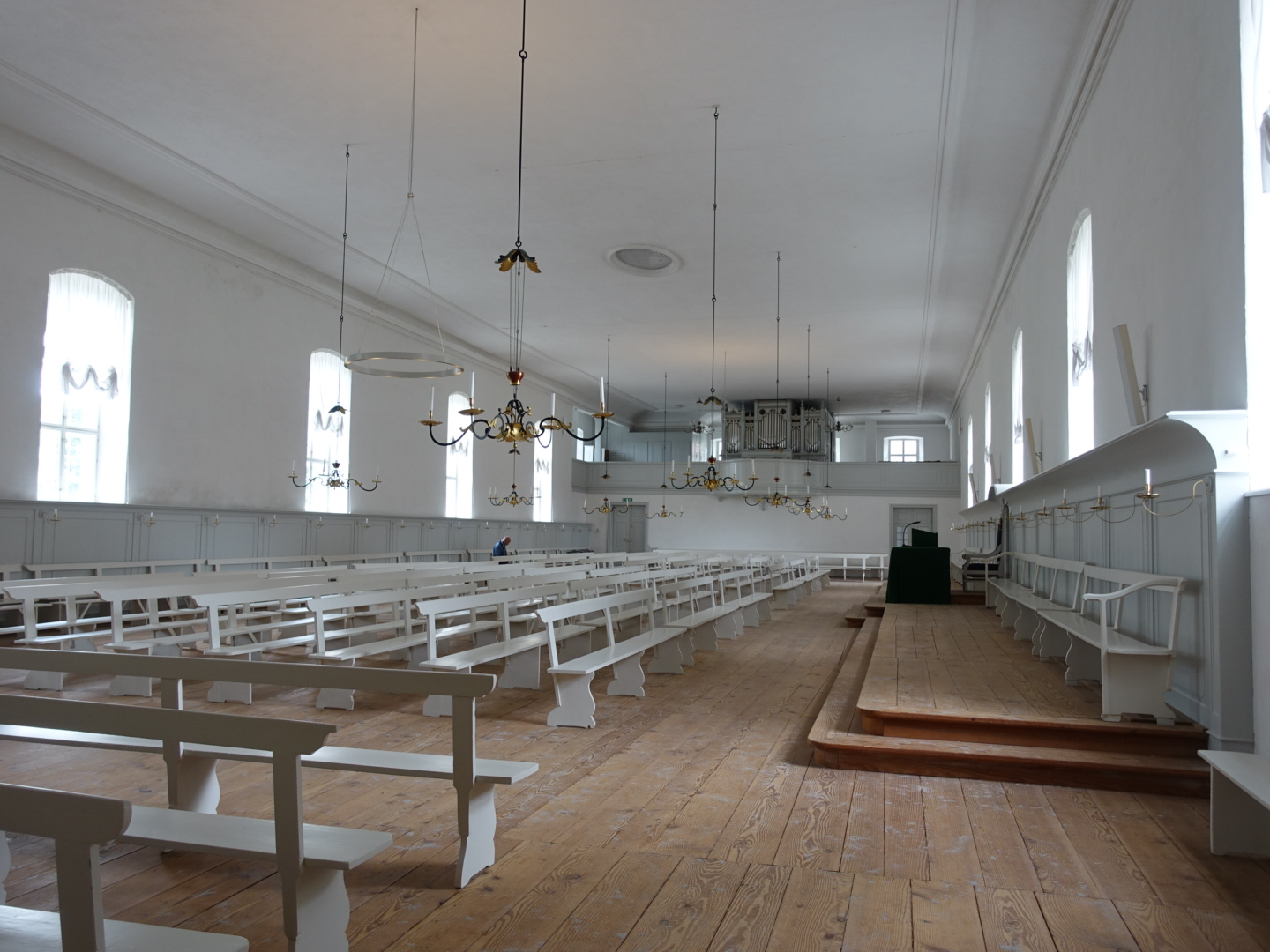
Interieur van de kerk Christiansfeld van de Hernhutters met rechts de centrale spreekstoel en achterin het orgel. De kroonluchters hebben kaarsen.

Christiansfeld werd gesticht rond het jaar 1773. Koning Christiaan VII van Denemarken gaf een veld aan de herrnhutters, die een leefgemeenschap wilden stichten. Ze kregen de eerste tien jaar vrijstelling van belastingen en de vrijheid om er hun religie te belijden, destijds uniek in het Lutherse Denemarken. Johannes Prætorius, zoon van Lorenz Prætorius, werd de eerste predikant van de gemeente en was samen met de Zweed Jonathan Briant verantwoordelijk voor de bouw van de stad.

## Voormalige gemeente
Christiansfeld was tot 2007 een zelfstandige gemeente. De oppervlakte bedroeg 211,37 km². De gemeente telde 9585 inwoners. De gemeente werd bij de herindeling verdeeld over de gemeenten Haderslev en Kolding.

## Werelderfgoed
Christiansfeld is in 2015 tijdens de 39e sessie van de Commissie voor het Werelderfgoed opgenomen op de UNESCO werelderfgoedlijst als "Christiansfeld, een Moravische kerknederzetting" vanwege het unieke dorpsbeeld. De 18e-eeuwse nederzetting Christiansfeld in Zuid-Jutland is een uitzonderlijk voorbeeld van een door de Moravische Kerk geplande kolonienederzetting, die de maatschappelijke en ethische idealen van de Moravische Kerk weerspiegelt. Gesticht in 1773, werd het gebouwd als een kolonie van de Moravische Kerk, een lutherse vrije gemeente ontstaan in Herrnhut in Saksen. Christiansfeld is een van de vele uitzonderlijke nederzettingen en het is het best bewaarde voorbeeld van een Noord-Europese kolonienederzetting gebouwd rond een centraal kerkplein. De stad presenteert een intacte en goed bewaarde verzameling gebouwen, georiënteerd langs twee tangentiële oost-west straten rond het Kerkplein en integreert een begraafplaats die buiten de stad is geplaatst. De stad weerspiegelt de maatschappelijke structuur van de Moravische Kerk, gekenmerkt door grote gemeenschappelijke huizen voor de weduwen en ongehuwde mannen en vrouwen van de congregatie. De architectuur is homogeen en onversierd, met gebouwen van één en twee verdiepingen in gele baksteen en met rode pannendaken. De verhoudingen, materialen en het vakmanschap dragen bij aan de bijzondere sfeer van rust en harmonie van de stad.  Deze werelderfgoederkenning werd in 2024 tijdens de 46e sessie van de Commissie voor het Werelderfgoed uitgebreid en aangepast naar "Moravische kerknederzettingen" nadat ook Herrnhut zelf en kolonies in het Amerikaanse Bethlehem in Pennsylvania en het Noord-Ierse Gracehill aan de erkenning werden gekoppeld.

## Bijzonderheden
Het dorp is een vestigingsplaats van de Deense voedingsmiddelenfabrikant Arla Foods. Het dorp staat tevens bekend om zijn honingkoekjes, die al sinds 1783 een begrip zijn voor Christiansfeld.
- Bibliothèque nationale de France: cb15502058h (data)
- Gemeinsame Normdatei: 4581323-1
- Library of Congress Control Number: n83300228
- Nationale Bibliotheek van Israël: 987007555222905171
- Système universitaire de documentation: 102470006
- Virtual International Authority File: 154814619
- WorldCat: E39PBJdGM6qTTqKw48Wbkxb68C